# Triumph Bandit
La Triumph Bandit est un prototype de moto britannique fabriqué par Triumph en 1970. Conçu à l'origine comme le dernier projet d'Edward Turner (qui était déjà retraité de Triumph), il fut ensuite substantiellement modifié par Bert Hopwood et Doug Hele. En dépit de leur travail, la Bandit ne fut jamais lancée en production et seuls cinq exemplaires ont survécu, ce qui rend ces modèles particulièrement rares. Doug Hele déclara que le modèle avait été abandonné à cause des doutes au sujet de la conception, tels que l'usure rapide des rupteurs d'allumage.

## Conception et développement
L'entreprise étant alors en réelle difficulté financière, l'investissement des matrices pour des composants comme les culasses ne se justifiait pas malgré le fait que Hele s’attendait à ce que la production soit lancée après douze modèles de pré-production. En effet, la Bandit figurait dans la brochure de 1971 et des photographies promotionnelles prises à Umberslade Hall avec Tony Lomas, pilote testeur de Triumph, et la mannequin britannique Carol Cleveland (célèbre pour la série télévisée des Monty Python ) avaient déjà été produites,. Hopwood avait noté que la date de sortie de la production était constamment retardée à partir du printemps 1971; même à l’automne 1972, il semblait que la crédibilité de BSA-Triumph auprès des distributeurs, en particulier sur le marché critique des États-Unis, était sérieusement affectée. Il fut également suggéré qu'à l'origine le nom du modèle devait être Toledo, mais celui-ci avait déjà été choisi par le constructeur automobile Triumph et le nom Bandit était destiné au modèle équivalent BSA, la Fury.

## Description
Lancée en 1971, ce bicylindre de 349 cm3 à double arbre à cames en tête et boite 5-vitesses délivrait 34 hp (34,5 ch) et pouvait atteindre 110 mi/h (177 km/h). La Bandit, qui était intrinsèquement la même moto que la BSA Fury, représentait la dernière tentative de la marque pour concurrencer les importations japonaises.

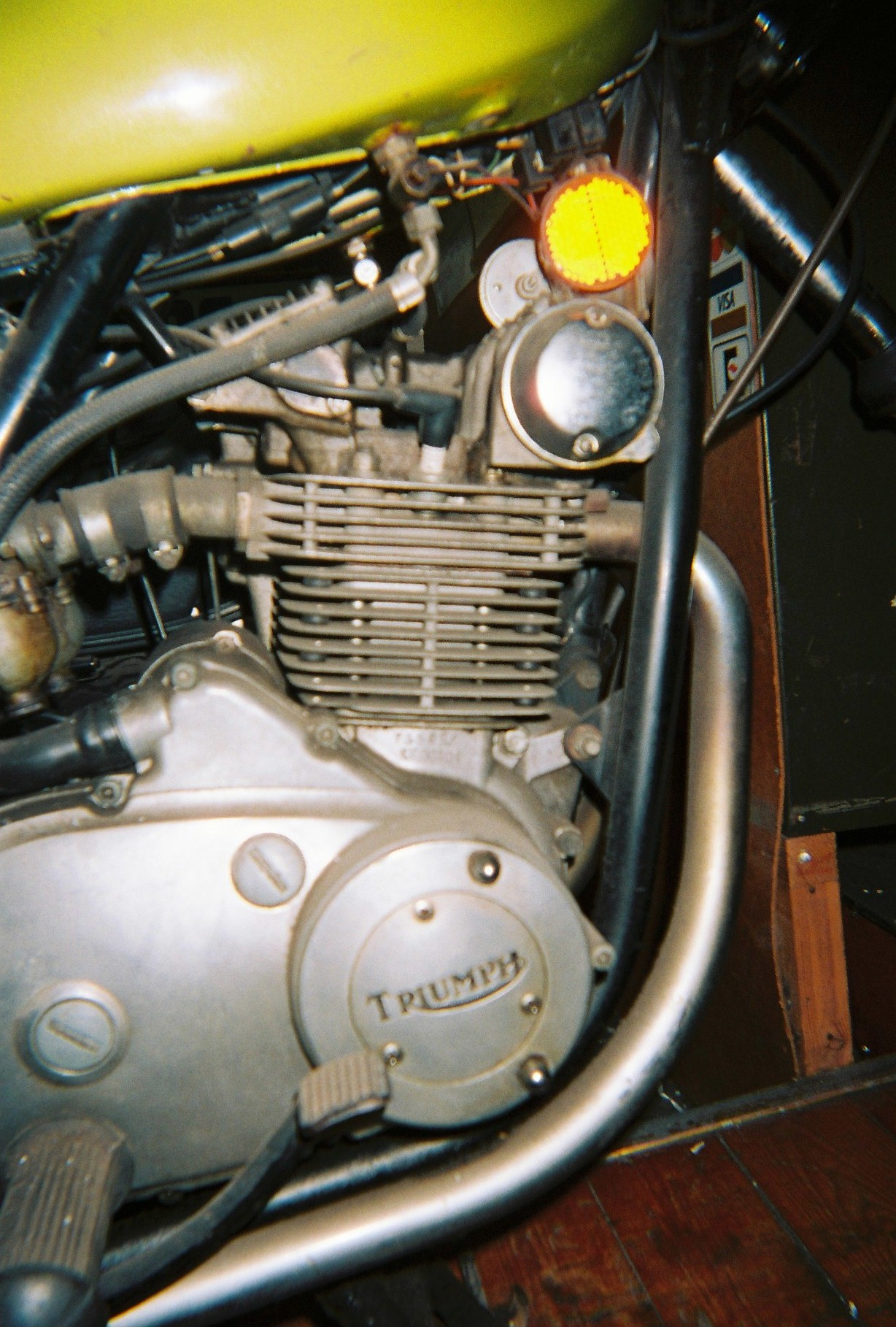
Moteur côté distribution de la Triumph Bandit de 1971

Le magazine américain Cycle Guide, dans son numéro de mars 1971, réalisa le seul essai routier de l'époque qui eut lieu lors d’une visite aux usines Triumph et BSA de Meriden et de Small Heath. La couleur du réservoir d'essence de cette Bandit était le Cypress Green (bien que Cycle World l'ait identifié comme étant un Jealous Green) avec des décorations noires à lignes blanches au-dessus et en dessous d'un badge en métal Triumph et une baguette chromée sur le dessus du réservoir. Le même schéma de peinture était appliqué aux garde-boues avec une bande noire bordée de blanc au centre. Les panneaux latéraux étaient peints en argent avec un lettrage noir de style « pierre tombale » indiquant le nom du modèle et la cylindrée du moteur : « Bandit 350 ». Le moteur en alliage, contrairement aux autres bicylindres Triumph à cylindres en fonte, fut décrit comme ayant « une belle finition » et « d'une vraie beauté ». Cependant le magazine critiqua le maintien des demi-carters traditionnels Triumph divisés verticalement, au lieu d’adopter la pratique japonaise consistant à les scinder horizontalement. Néanmoins le magazine rapporta que le moteur était parfaitement étanche. Les instruments de petit diamètre et les repose-pieds montés trop en avant suscitèrent également des critiques, tout comme la piètre performance des freins arrière à moyeu conique, contrairement au « grand » frein avant. La course du levier entre les vitesses fut considérée trop longue bien que l'embrayage ait été jugé « soyeux ». Le système électrique 12 volts était à double bobine et un démarreur électrique était disponible en option. L'alimentation quant à elle était assurée par deux carburateurs Amal de 27 mm. Cycle Guide fut déçu que le moteur ne puisse pas avoir une cylindrée supérieure à 350 cm3, mais salua son silence de fonctionnement comme celui des échappements.
Deux systèmes d'échappement étaient proposés, un modèle bas (T35R) et un haut sur la version Street Scrambler (T35SS), le premier offrant une meilleure vitesse de pointe. Le système d'échappement bas avait une finition chrome brillant, le système haut était noir mat avec un bouclier thermique en acier inoxydable. La version T35SS était également accompagnée de ce que la brochure décrivait comme detachable electrics (« appareils électriques amovibles »). Les pneus des deux versions étaient les mêmes, des Dunlop K70 de 3,25 x 18 pouces à l'avant et 3,50 x 18 à l'arrière. Le taux de compression de 9,5: 1 était également le même pour les deux modèles.
Dans l’ensemble, l’essai fut extrêmement positif et concluait que la Bandit pouvait rouler à 90 mi/h (144,8 km/h) toute la journée et que Triumph vendrait « tout ce qu’ils pourraient dans les 12 prochains mois », ce qui représentait « beaucoup de machine pour cette somme » (900 USD). Au Royaume-Uni, un prix de vente de 402 £ était annoncé, environ 83 £ de moins que la Daytona de 500 cm3 et 91 £ de plus que la Blazer de 250 cm3.

## Exemplaires survivants
Il ne resterait que cinq exemplaires de Triumph Bandit survivants, dont un en état de fonctionnement qui appartient au British Motorcycle Charitable Trust. Celle-ci fut achetée à Norman Hyde, ancien ouvrier de Meriden et spécialiste Triumph, qui restaura la moto dans son état actuel avant d'être présentée au musée des transports de Coventry. Le président du British Motorcycle Trust, John Kidson, décida que cette moto était importante et devait être conservée pour la postérité afin de montrer au public ce que l'industrie britannique de la moto essayait de faire quand tout allait mal pour elle. Cette Bandit participa au festival des mille motos du VMCC à Mallory Park en 2008. Elle fonctionna très bien avec une puissance régulière jusqu’à 8 000 tr/min (un régime qui correspondait à des motos de plus grosse cylindrée), de bonnes performances et une maniabilité facilitée par l’angle peu incliné de la colonne de direction.
Le magazine anglais The Classic Motorcycle essaya un autre exemplaire en cours de restauration, numéro de moteur/cadre 00101 (détenu à l'origine par les concessionnaires Triumph CG Chell, puis par le pilote de side-car Chris Vincent et maintenant par le concessionnaire de pièces détachées Triumph TMS). L'article notait que c'était « une moto éminemment maniable » et « procurant en prime beaucoup de plaisir » et concluait que même si « Triumph était parfaitement en mesure de concevoir et de construire un modèle au niveau des conceptions japonaises contemporaines en termes de performances moteurs et de les concurrencer sur la route », les rupteurs d'allumage avaient quand même dû être remplacés pendant le test. La même machine avait été testée trois ans plus tôt par le magazine britannique The Biker qui avait fait les mêmes commentaires au sujet des performances, concluant que la Bandit aurait simplement été un « sursis de plus » face à la concurrence japonaise de l’époque.
D'autres exemplaires survivants de la Bandit sont exposés au Sammy Miller Motorcycle Museum et au National Motorcycle Museum, un rare exemple en dehors de l'Angleterre se trouvant en Australie (propriété du collectionneur et pilote Doug Fraser),.
En l'absence de production, les cadres Bandit restants furent utilisés à titre expérimental par Meriden avec les moteurs existants de 650 et 500 cm3. Bien que n'ayant pas abouti, Hopwood et Hele reconnurent que ces machines expérimentales bénéficiaient d'un bon rapport poids/puissance.